# زیست‌پالایی

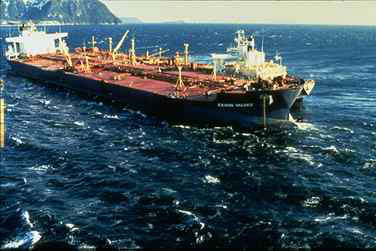
آلودگی نفتی

زیست‌پالایی یا پاک‌سازی زیستی (به انگلیسی: Bioremediation) به فرایندهایی گفته می‌شود که در آن، در راستای پاک‌سازی و پالایش زیست‌بوم و برگرداندن آن به شرایط نخستین، از ریزاندامگان، قارچ‌ها یا باکتری‌ها و آنزیم آنها به کار گرفته می‌شود، مانند پالایش کلر هیدروکربن با کمک باکتری‌ها. نمونه آشکار آن به‌کارگیری ریزاندامگان و باکتری‌ها در پاک‌سازی آلودگی‌های نفتی است.
زیست‌پالایی یک تکنیک مدیریت زباله است و به استفاده از جانداران زنده برای حذف یا خنثی کردن آلاینده‌ها از یک وضعیت آلوده گفته می‌شود. بر طبق تعریف آژانس حفاظت محیط زیست ایالات متحدهٔ آمریکا، زیست‌پالایی «فرایندی است که به‌طور طبیعی از جانداران زنده برای تجزیهٔ مواد خطرناک به مواد کمتر سمی یا غیرسمی استفاده می‌کند».
به‌طور کلی، فناوری‌ها می‌توانند به دو بخش درون‌جا و برون‌جا تقسیم‌بندی شوند. زیست‌پالایی درجا، شامل عملیات بر روی مواد آلوده در همان محل است. در حالی که عملیات برون‌جا شامل عملیات حذف مواد آلوده در جایی دیگر است. برخی از نمونه فناوری‌های مرتبط با زیست‌پالایی شامل گیاه پالایی، تخلیه زیستی (bioventing)، تصفیه زیستی، زمین‌کشتی، بیوراکتور، کمپوست کردن، زیست‌افزونه، فیلتراسیون زیستی و زیست‌تحریکی هستند.
زیست‌پالایی ممکن است خودبه خودی رخ دهد (میرایی طبیعی یا زیست‌پالایی درونی) یا ممکن است به‌طور مؤثر تنها از طریق افزودن کودها، اکسیژن و غیره که به افزایش رشد میکروب‌های آلوده‌خوار در محیط کشت کمک می‌کند، انجام شود.
پژوهشگران نشان دادند که هوادهی خاک‌های آلوده به مواد نفتی با استفاده از تکنیک زمین‌کشتی، زیست‌پالایی را افزایش می‌دهد. خاک بدون نیتروژن می‌تواند از طریق تجزیهٔ بیولوژیکی برخی مواد شیمیایی آلی نیتروژن‌دار، نیتروژن مورد نیاز را به دست آورد. همچنین خاک دارای مواد با ظرفیت بالای جذب آلاینده‌ها، می‌تواند به علت اینکه دسترسی مواد شیمیایی به میکروب‌ها محدود است، تجزیه زیستی ناچیزی داشته باشد.
پیشرفت‌های اخیر نیز توانایی تجزیهٔ آلاینده‌ها از طریق افزودن سویه‌های میکروبی برای افزایش جمعیت میکروبی را ثابت کرده‌اند. ریزاندامگان کارآ مورد استفاده برای انجام عمل زیست‌پالایی، زیست‌پالایشگر نامیده می‌شوند. اصولاً ریزاندامگان با کمک بیوسورفکتانت‌ها هیدروکربن‌های نفتی را تجزیه می‌کنند.
با این حال، تمام آلاینده‌ها به راحتی توسط زیست‌پالایی با استفاده از ریزاندامگان پردازش نمی‌شوند. برای مثال، فلزات سنگین مانند کادمیوم و سرب به آسانی توسط ریزاندامگان جذب یا به دام انداخته نمی‌شوند. با این حال، اخیراً آزمایش‌ها نشان داده است که استخوان‌های ماهی توانایی جذب سرب از خاک آلوده را دارند. خاکستر استخوان، زیست‌پالایی مقادیر کم کادمیوم، مس و روی را نشان داده است. از بین بردن آلاینده‌ها (نیترات، سیلیکات، کروم و سولفید) از فاضلاب با استفاده از جلبک دریایی نیز در مطالعه دیگر پیشنهاد شده است.
از طرف دیگر ورود فلزات از قبیل جیوه به درون زنجیرهٔ غذایی مشکلات را بیشتر می‌کند. گیاه‌پالایی در این شرایط مفید است زیرا گیاهان طبیعی یا تراریخت توانایی جمع‌آوری این سموم در قسمت‌های فوقانی خاک را دارند. سپس بخش بالایی خاک به منظور جداسازی سموم می‌توانند برداشت شوند.
فلزات سنگین موجود در زیست‌توده برداشت‌شده، می‌توانند سوزانده شده یا حتی برای استفاده‌های صنعتی بازیافت شوند. برخی از آثار هنری آسیب‌دیده در موزه‌ها حاوی میکروب‌هایی هستند که این میکروب‌ها می‌توانند به عنوان عوامل زیستی پالایشی شناخته شوند. در مقابل این وضعیت، آلاینده‌های دیگر، مانند هیدروکربن‌های آروماتیک (حلقوی) که معمولاً در مواد نفتی هستند، هدف‌های نسبتاً ساده‌ای برای تجزیهٔ میکروبی به‌شمار می‌روند. حتی برخی خاک‌ها تا حدودی ظرفیت خودپالایی دارند، که این به دلیل حضور جوامع میکروبی بومی است که توانایی تجزیهٔ این ترکیبات را دارند.
از بین بردن طیف گسترده‌ای از آلاینده‌ها و پسماندها از محیط زیست، نیاز به افزایش درک ما از اهمیت مسیرهای مختلف و شبکه‌های تنظیمی چرخه کربن در محیط‌های ویژه دارد که این نیز قطعاً باعث توسعهٔ فناوری‌های زیست‌پالایی و فرایندهای زیست‌تجزیه‌پذیر می‌شود.